# Casal Duran (Sabadell)
La Casal Duran és una obra eclèctica de Sabadell (Vallès Occidental) protegida com a Bé Cultural d'Interès Local.

## Descripció
Habitatge unifamiliar entre mitgeres que presenta planta baixa, pis i golfes, a més d'un pati posterior. La façana està estucada i té una potent barbacana entre la qual hi ha les finestres de les golfes. Al pis hi ha un balcó corregut amb barana de ferro forjat i pedra treballada als dintells amb decoració de tipus floral. A la planta baixa hi ha tres finestres també amb reixes de ferro. L'entrada a l'habitatge és amb el típic cancell.

## Història
Aquest edifici va ser construït inicialment per encàrrec d'en Francesc Llonch. Després va passar a la família Morera i posteriorment a la família Ferran, que cap als anys quaranta va rehabilitar l'interior. La família Duran ha estat la darrera propietària de l'edifici.